# 정윤경
정윤경(丁允京, 1967년 1월 16일 ~ , 전라남도 무안군)은 대한민국 경기도의회 의원이다.

## 학력
- 성문중학교
- 수원여자고등학교
- 안양과학대학교 정보통신과 졸업
- 동국대학교 행정대학원 행정학 석사 (지방자치 전공)

## 경력
- 군포중앙고등학교 운영위원
- 헝겁원숭이운동본부 이사
- 기본소득운동본부 군포시 상임대표
- 경기대학교 정치전문대학원 국가지도자과정 주임교수(전)
- 2016.02 ~ 2018.06: 제9대 경기도의회 의원 (초선, 비례대표)
  - 제9대 경기도의회 문화체육관광위원회 간사
  - 제9대 경기도의회 예산결산특별위원회 위원
  - 제9대 경기도의회 경기문화에술연구회 회장
  - 제9대 경기도의회 더불어민주당 대변인
  - 경기도지체장애인협회 자문위원(전)
- 2018.07 ~ 2022.06: 제10대 경기도의회 의원 (재선, 군포시 제1선거구)
  - 2018.07 ~ 2020.06: 제10대 경기도의회 전반기 문화체육관광위원회 부위원장
  - 제10대 경기도의회 더불어민주당 전반기 수석대변인
  - 2020.07 ~ 2022.06: 제10대 경기도의회 후반기 교육기획위원회 위원장
  - 2020.7~ 경기도의회 경기교육정책연구회 회장
- 2020.09  : 더불어민주당 경기도당 대변인
- 2021.10  : 더불어민주당 중앙당 부대변인
- 2022.07 ~ : 제11대 경기도의회 의원 (3선, 군포시 제1선거구)
  - 제11대 경기도의회 전반기 여성가족평생교육위원회 위원

## 역대 선거 결과
|  | 14.39% |

|  | 43.78% |

|  | 68.34% |

|  | 50.54% |